# Ingolstadt Dukes
Gli Ingolstadt Dukes sono una squadra di football americano di Ingolstadt, in Germania, fondata nel 2007.
Fanno parte della polisportiva TV 1861 Ingolstadt.

## Dettaglio stagioni

### Tornei nazionali

#### Campionato

##### GFL
| Stagione | regular season | regular season | regular season | regular season | regular season | regular season | playoff | playoff | playoff | playoff | playoff | playoff          | playoff          |
|          | Vin            | Par            | Per            | Tot            | PF             | PS             | Vin     | Per     | Tot     | PF      | PS      | risultato        | avversaria       |
| -------- | -------------- | -------------- | -------------- | -------------- | -------------- | -------------- | ------- | ------- | ------- | ------- | ------- | ---------------- | ---------------- |
| 2017     | 7              | 0              | 7              | 14             | 398            | 406            | 0       | 1       | 1       | 6       | 47      | Quarti di finale | New Yorker Lions |
| 2018     | 3              | 1              | 10             | 14             | 350            | 401            | -       | -       | -       | -       | -       | -                | -                |
| 2019     | 5              | 0              | 9              | 14             | 298            | 433            | -       | -       | -       | -       | -       | -                | -                |
| Totale   | 15             | 1              | 26             | 42             | 1046           | 1240           | 0       | 1       | 1       | 6       | 47      |                  |                  |

Fonti: Enciclopedia del Football - A cura di Roberto Mezzetti

##### GFL2
| Stagione | regular season | regular season | regular season | regular season | regular season | regular season | playoff | playoff | playoff | playoff | playoff | playoff   | playoff              |
|          | Vin            | Par            | Per            | Tot            | PF             | PS             | Vin     | Per     | Tot     | PF      | PS      | risultato | avversaria           |
| -------- | -------------- | -------------- | -------------- | -------------- | -------------- | -------------- | ------- | ------- | ------- | ------- | ------- | --------- | -------------------- |
| 2015     | 11             | 0              | 3              | 14             | 476            | 182            | -       | -       | -       | -       | -       | -         | -                    |
| 2016     | 14             | 0              | 0              | 14             | 565            | 169            | 2       | 0       | 2       | 101     | 6       | Promossi  | Rhein-Neckar Bandits |
| Totale   | 25             | 0              | 3              | 28             | 1041           | 351            | 2       | 0       | 2       | 101     | 6       |           |                      |

Fonti: Enciclopedia del Football - A cura di Roberto Mezzetti

##### Regionalliga
| Stagione | regular season | regular season | regular season | regular season | regular season | regular season | playoff | playoff | playoff | playoff | playoff | playoff | playoff      | playoff               |
|          | Vin            | Par            | Per            | Tot            | PF             | PS             | Vin     | Par     | Per     | Tot     | PF      | PS      | risultato    | avversaria            |
| -------- | -------------- | -------------- | -------------- | -------------- | -------------- | -------------- | ------- | ------- | ------- | ------- | ------- | ------- | ------------ | --------------------- |
| 2012     | 5              | 0              | 5              | 10             | 307            | 176            | -       | -       | -       | -       | -       | -       | -            | -                     |
| 2013     | 8              | 0              | 2              | 10             | 366            | 114            | 0       | 1       | 1       | 2       | 29      | 30      | Non promossi | Holzgerlingen Twister |
| 2014     | 12             | 0              | 0              | 12             | 521            | 195            | 2       | 0       | 0       | 2       | 95      | 32      | Promossi     | Langen Knights        |
| Totale   | 25             | 0              | 7              | 32             | 1194           | 485            | 2       | 1       | 1       | 4       | 124     | 62      |              |                       |

Fonti: Enciclopedia del Football - A cura di Roberto Mezzetti

##### Bayernliga
| Stagione | regular season | regular season | regular season | regular season | regular season | regular season | playoff | playoff | playoff | playoff | playoff | playoff   | playoff    |
|          | Vin            | Par            | Per            | Tot            | PF             | PS             | Vin     | Per     | Tot     | PF      | PS      | risultato | avversaria |
| -------- | -------------- | -------------- | -------------- | -------------- | -------------- | -------------- | ------- | ------- | ------- | ------- | ------- | --------- | ---------- |
| 2011     | 9              | 0              | 1              | 10             | 345            | 97             | -       | -       | -       | -       | -       | Promossi  | -          |
| Totale   | 9              | 0              | 1              | 10             | 345            | 97             | -       | -       | -       | -       | -       |           |            |

Fonti: Enciclopedia del Football - A cura di Roberto Mezzetti

##### Verbandsliga Bayern/Landesliga Bayern
| Stagione | regular season | regular season | regular season | regular season | regular season | regular season | playoff | playoff | playoff | playoff | playoff | playoff           | playoff              |
|          | Vin            | Par            | Per            | Tot            | PF             | PS             | Vin     | Per     | Tot     | PF      | PS      | risultato         | avversaria           |
| -------- | -------------- | -------------- | -------------- | -------------- | -------------- | -------------- | ------- | ------- | ------- | ------- | ------- | ----------------- | -------------------- |
| 2010     | 7              | 0              | 1              | 8              | 310            | 77             | 2       | 0       | 2       | 71      | 13      | Campioni/Promossi | Franken Timberwolves |
| 2019     | 2              | 0              | 6              | 8              | 112            | 271            | -       | -       | -       | -       | -       | -                 | -                    |
| Totale   | 9              | 0              | 7              | 16             | 422            | 348            | 2       | 0       | 2       | 71      | 13      |                   |                      |

Fonti: Enciclopedia del Football - A cura di Roberto Mezzetti

##### Aufbauliga Bayern (sesto livello)/Landesliga Bayern
| Stagione | regular season | regular season | regular season | regular season | regular season | regular season | playoff | playoff | playoff | playoff | playoff | playoff   | playoff    |
|          | Vin            | Par            | Per            | Tot            | PF             | PS             | Vin     | Per     | Tot     | PF      | PS      | risultato | avversaria |
| -------- | -------------- | -------------- | -------------- | -------------- | -------------- | -------------- | ------- | ------- | ------- | ------- | ------- | --------- | ---------- |
| 2008     | 1              | 0              | 5              | 6              | 39             | 194            | -       | -       | -       | -       | -       | -         | -          |
| 2009     | 10             | 0              | 0              | 10             | 339            | 68             | -       | -       | -       | -       | -       | Promossi  | -          |
| 2012     | 0              | 0              | 12             | 12             | 0              | 240            | -       | -       | -       | -       | -       | -         | -          |
| 2018     | 3              | 0              | 7              | 10             | 197            | 186            | -       | -       | -       | -       | -       | -         | -          |
| Totale   | 14             | 0              | 24             | 38             | 575            | 688            | -       | -       | -       | -       | -       |           |            |

Fonti: Enciclopedia del Football - A cura di Roberto Mezzetti